# Шахатуні Єлизавета Аветівна
Єлизавета Аветівна Шахатуні (22 грудня 1911, Єревань — 27 жовтня 2011, Київ) — інженер і авіаконструктор, доктор технічних наук, професор. Лауреат Ленінської премії. Друга дружина конструктора Олега Антонова.

## Біографія
Народилась 22 грудня 1911 року в Єревані. Її батько — Шахатунян Аветіс Тигранович — відомий політичний діяч Закавказзя початку 20 століття, один з ідеологів руху Дашнакцутюн. Мати — вчителька.
Після закінчення школи два роки навчалася на інженерному факультеті Єреванського державного університету. У 1930 році вступила до Московського авіаційного інституту, де її зарахували відразу на другий курс. Займаючись в гуртку планеристів. Закінчивши в 1935 році навчання, почала працювати в авіапромисловості, потрапила на завод ілюшінскіх літаків як спеціаліст з озброєння і устаткування.
В 1937–1939 роках працювала на планерному заводі в Тушиному, в 1939–1941 роках — В ОКБ С. О. Лавочкіна, в 1941–1945роках — в ОКБ О. С. Яковлєва. В роки Німецько-радянської війни проектувала планери для армії. З 1946 року працювала в КБ і ОКБ, очолюваних О. К. Антоновим на посадах начальника групи, начальника бригади, начальника відділу, начальника КБ, заступника головного конструктора.
Під її керівництвом і за безпосередньої участі виконано розрахунки на міцність і проведені міцнісні випробування літаків Ан-2, Ан-8, Ан-10, Ан-12, Ан-24, Ан-30, Ан-32, Ан-74, а також найбільших у світі літаків Ан-22 «Антей», Ан-124 «Руслан», Ан-225 «Мрія». Створена в Києві найбільша в Європі лабораторія міцнісних випробувань.

Могила Єлизавети Шахатуні

Померла 27 жовтня 2011 року. 30 жовтня 2011 року в 11:00 в новій вірменської каплиці відбулася церковна панахида за покійною. 31 жовтня з 11:00 по 12:00 в адміністративній будівлі заводу АНТК імені Антонова за адресою вулиця Академіка Туполєва, 1 відбулася громадянська панахида, а в 12:30 похорони на Міському кладовищі «Берківцях» (ділянка № 86). Відспівування по вірменському обряду здійснив Його преосвященство архієпископ Григоріс Буніатян та отець Тер-Ованес. У могилу Єлизавети Шахатуні поклали жменю рідної землі привезеної з Вірменії. 

## Вшанування пам'яті
19 вересня 2024 року Київська міська рада перейменувала вулицю вулиця Петра Чаадаєва на вулицю Єлизавети Шахатуні.

## Відзнаки
Лауреат Ленінської премії (1962; за створення літака Ан-22 «Антей») і премії імені О. К. Антонова.
Нагороджена орденами Леніна, Трудового Червоного Прапора, «Знак Пошани», численними медалями.